# Peugeot 207

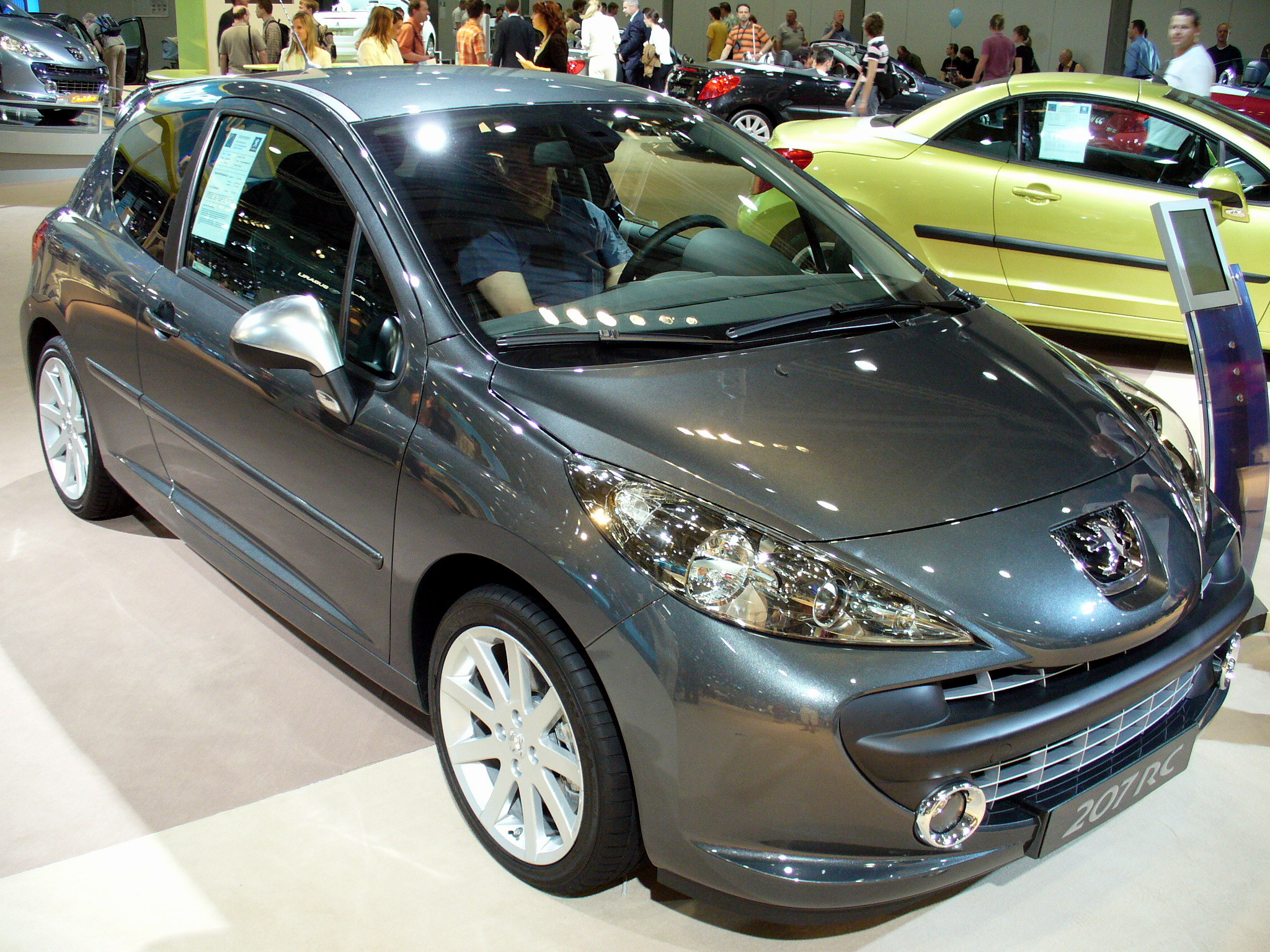
Peugeot 207 RC

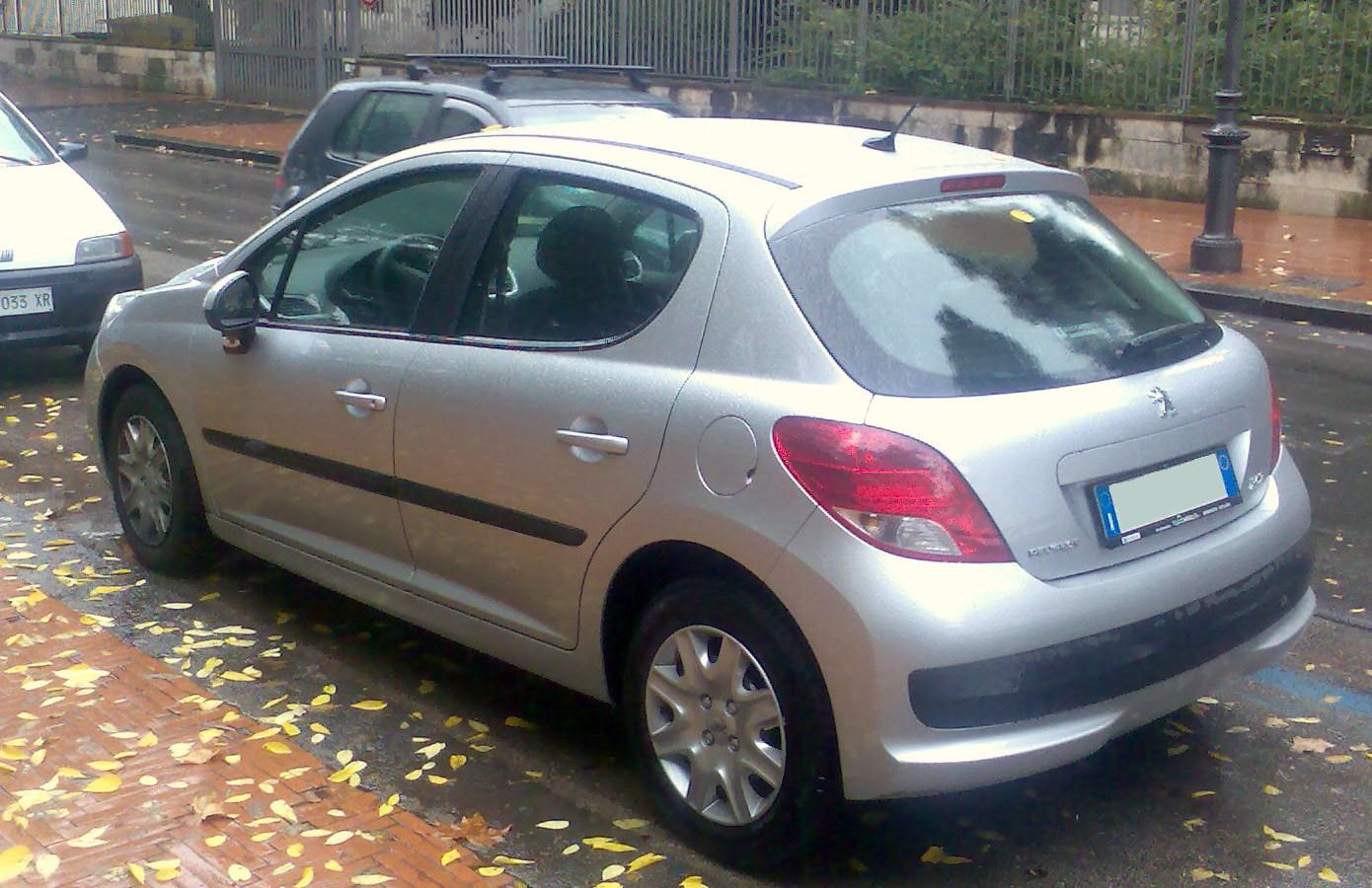
Peugeot 207 (2010)

El Peugeot 207 es un automóvil del segmento B producido por la marca francesa Peugeot desde el año 2006, hasta principios de 2014, momento en el que fue sustituido por el Peugeot 208, aunque siguieron más tiempo en el mercado la versión descapotable ("207 CC"), y la familiar ("207 SW"). El automóvil, al igual que la mayoría de estos del segmento B, se puede conseguir desde menos de 10 000€. 
Al igual que el Peugeot 206, es un tracción delantera con motor delantero transversal, que se enfrenta a modelos como el Ford Fiesta, el Fiat Punto, el Opel Corsa, el SEAT Ibiza, el Renault Clio y el Volkswagen Polo. En marzo de 2008 se produjo la unidad número dos millones del 207.
De la misma manera que el 206, este automóvil se ofrece con carrocerías hatchback de tres y cinco puertas, familiar de cinco puertas ("207 SW") y descapotable de dos puertas con techo de metal ("207 CC"). El "207 RC" con carrocería hatchback y el "207 CC" están homologados para cuatro plazas, y el resto de los modelos para cinco plazas.
El 207 utiliza una actualización de la plataforma del 206. El C3 de segunda generación y el Citroën C3 Picasso, que se lanzaron al mercado en 2009, también usan esta misma plataforma.
La numeración en Peugeot significa: el primer número el modelo, el segundo la marca registrada de Peugeot, y el tercero es la generación del modelo. Por ejemplo el 207 es la nueva generación del 206.
Desde 2008 en América Latina se tomó el nombre de Peugeot 207 Compact o simplemente 207 en Brasil, para comercializar una reestilización del 206, producida localmente, la cual se inspira en el 207 que se vende en Francia. Este rediseño sería presentado en Europa y fabricado en Francia con el nombre de 206+ y luego 207.

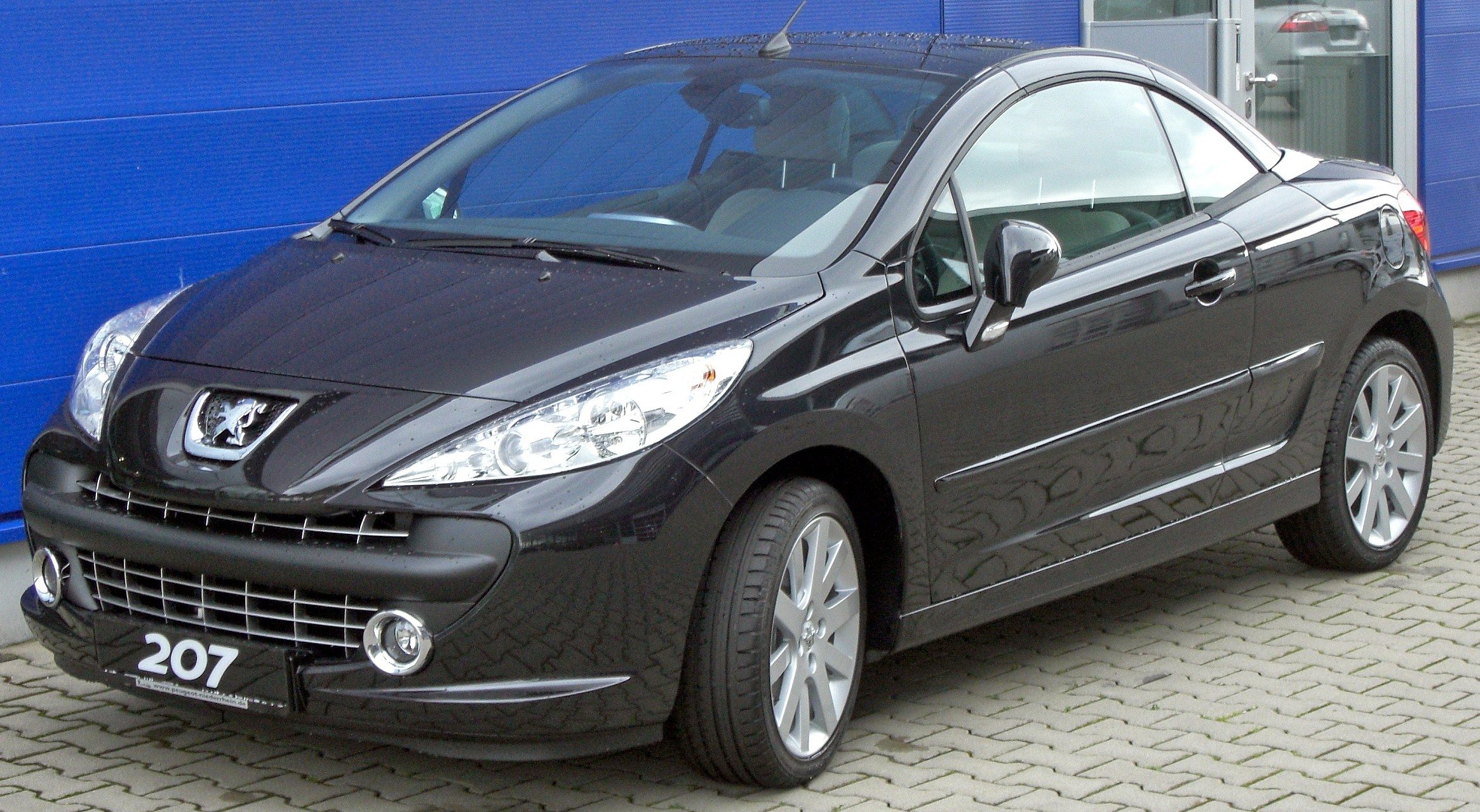
Peugeot 207 CC
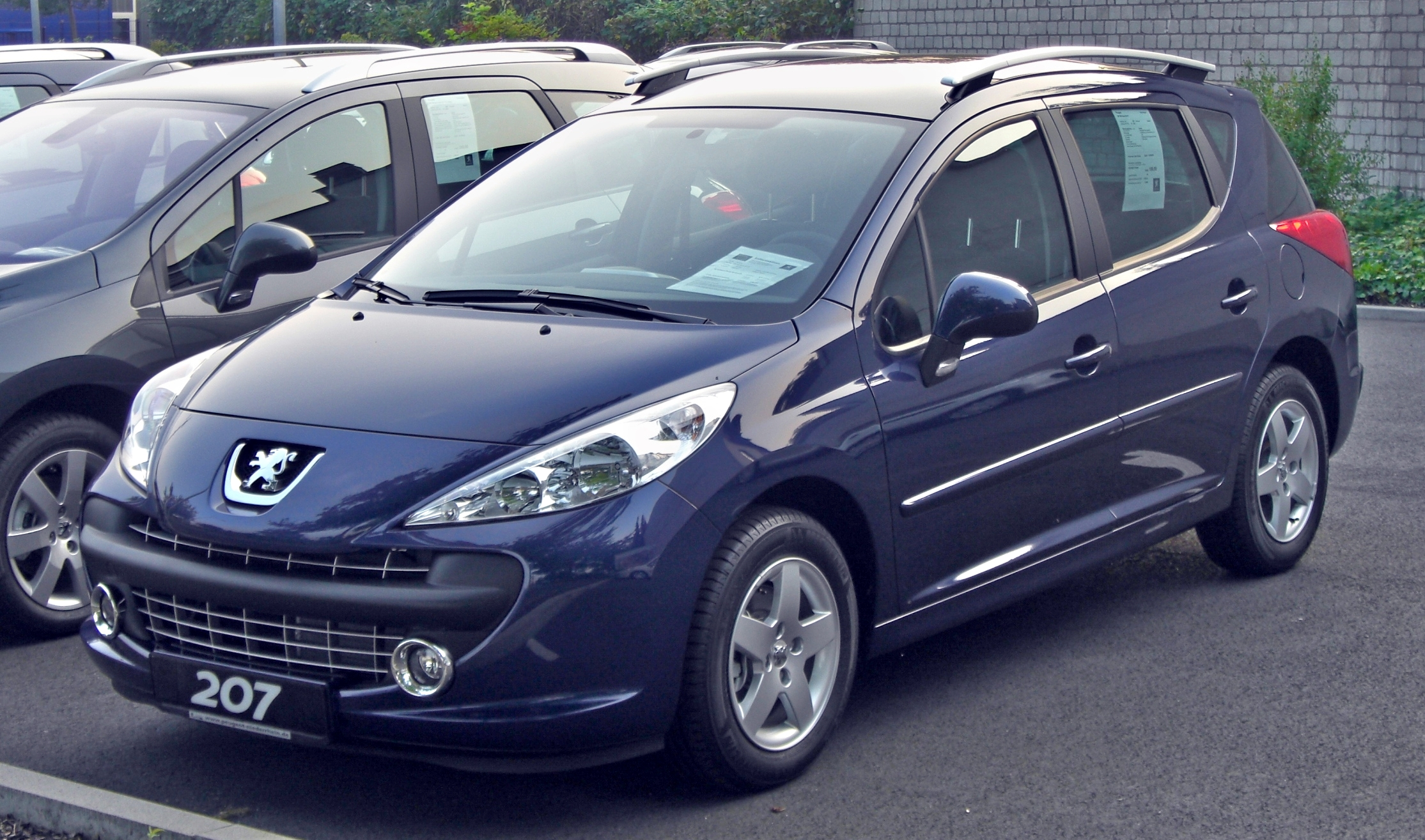
Peugeot 207 SW

## Motorizaciones
El 207 estuvo disponible en cinco motorizaciones gasolina y tres diésel. Los gasolina 1.6 litros THP y RC poseen turbocompresor e inyección directa, mientras que los otros tres son atmosféricos e incorporan inyección indirecta. Los tres Diésel tienen turbocompresor e inyección directa con alimentación por common rail; solamente el 1.6 litros de 110 CV posee turbocompresor de geometría variable, y el 1.4 litros carece de intercooler.
En 2009 recibió un restyling variando el caballaje de las motorizaciones 1.6 HDI 16v, introduciendo los nuevos motores HDI con 92 y 112 CV (este último dotado de 6 marchas).
A su vez los motores de gasolina han recibido un nuevo Thp de 155 CV, también con 6 velocidades. La estética también ha cambiado en la parte delantera y los pilotos traseros, esta vez dotados de leds. En marzo de 2012 concluye su comercialización, siendo sustituido por el Peugeot 208.
| Periodo                        | 2006-2013             | 2006-2007                                         | 2007-2013             | 2006-2007             | 2008-2015                                         | 2006-2009                                     | 2009-2015                                     | 2007-2010                                     |           |           |
| Identificación del motor       | TU3 JP                | ET3 J4                                            | EP3                   | TU5 JP4               | EP6                                               | EP6 DT                                        | EP6 DT                                        | EP6 DTS                                       |           |           |
| Tipo de motor                  | L4 8v                 | L4 16v                                            | L4 16v                | L4 16v                | L4 16v                                            | L4 16v, inyección directa, turbo, intercooler | L4 16v, inyección directa, turbo, intercooler | L4 16v, inyección directa, turbo, intercooler |           |           |
| Diámetro x carrera             | 75.0 mm × 77.0 mm     | 75.0 mm × 77.0 mm                                 | 77.0 mm × 75.0 mm     | 78.5 mm × 82.0 mm     | 77.0 mm × 85.8 mm                                 | 77.0 mm × 85.8 mm                             | 77.0 mm × 85.8 mm                             | 77.0 mm × 85.8 mm                             |           |           |
| Cilindrada                     | 1361 cm³              | 1361 cm³                                          | 1397 cm³              | 1587 cm³              | 1598 cm³                                          | 1598 cm³                                      | 1598 cm³                                      | 1598 cm³                                      |           |           |
| Relación de compresión         | 10.5: 1               | 11.0: 1                                           | 11.0: 1               | 11.0: 1               | 11.0: 1                                           | 10.5: 1                                       | 10.5: 1                                       | 10.5: 1                                       |           |           |
| Potencia máxima: CV (kW) @ rpm | 75 CV (55 kW) @ 5400  | 88 CV (65 kW) @ 5250                              | 95 CV (70 kW) @ 6000  | 109 CV (80 kW) @ 5800 | 120 CV (88 kW) @ 6000                             | 150 CV (110 kW) @ 5800                        | 156 CV (115 kW) @ 6000                        | 175 CV (128 kW) @ 6000                        |           |           |
| Par máximo: Nm @ rpm           | 118 Nm @ 3300         | 133 Nm @ 3250                                     | 136 Nm @ 4000         | 147 Nm @ 4000         | 160 Nm @ 4250                                     | 240 Nm @ 1400-3500                            | 240 Nm @ 1400-4000                            | 240 Nm @ 1600-4500                            |           |           |
| Tracción                       | Delantera             | Delantera                                         | Delantera             | Delantera             | Delantera                                         | Delantera                                     | Delantera                                     | Delantera                                     | Delantera | Delantera |
| Transmisión                    | Manual, 5 velocidades | Manual, 5 velocidades / Automática, 5 velocidades | Manual, 5 velocidades | Manual, 5 velocidades | Manual, 5 velocidades / Automática, 4 velocidades | Manual, 5 velocidades                         | Manual, 6 velocidades                         | Manual, 5 velocidades                         |           |           |
| Peso                           | 1231 kg               | 1224 kg                                           | 1240 kg               | 1288 kg               | 1275 kg                                           | 1356 kg                                       | 1309 kg                                       | 1325 kg                                       |           |           |
| Aceleración (0-100 km/h)       | 13.9 s                | 12.7 s                                            | 11.5 s                | 10.6 s                | 9.6 s                                             | 8.1 s                                         | 8.0 s                                         | 7.1 s                                         |           |           |
| Velocidad máxima               | 170 km/h              | 180 km/h                                          | 185 km/h              | 194 km/h              | 200 km/h                                          | 210 km/h                                      | 216 km/h                                      | 220 km/h                                      |           |           |
| Consumo combinado (L/100 km/h) | 6.3                   | 6.4                                               | 6.1                   | 7.0                   | 6.1                                               | 7.0                                           | 6.8                                           | 7.2                                           |           |           |

| Periodo                        | 2009-2012                                                                 | 2007-2009                                                                               | 2006-2009                                                                               | 2009-2015                                                                              | 2009-2015                                                                              |
| Identificación del motor       | DV4 TD                                                                    | DV6 ATED4                                                                               | DV6 TED4                                                                                | DV6 DTED                                                                               | DV6 CTED                                                                               |
| Tipo de motor                  | L4 8v, inyección directa, common-rail, turbo, FAP (Filtro Antipartículas) | L4 16v, inyección directa, common-rail, turbo, intercooler, FAP (Filtro Antipartículas) | L4 16v, inyección directa, common-rail, turbo, intercooler, FAP (Filtro Antipartículas) | L4 8v, inyección directa, common-rail, turbo, intercooler, FAP (Filtro Antipartículas) | L4 8v, inyección directa, common-rail, turbo, intercooler, FAP (Filtro Antipartículas) |
| Diámetro x carrera             | 73.7 mm × 82.0 mm                                                         | 75.0 mm × 88.3 mm                                                                       | 75.0 mm × 88.3 mm                                                                       | 75.0 mm × 88.3 mm                                                                      | 75.0 mm × 88.3 mm                                                                      |
| Cilindrada                     | 1399 cm³                                                                  | 1560 cm³                                                                                | 1560 cm³                                                                                | 1560 cm³                                                                               | 1560 cm³                                                                               |
| Relación de compresión         | 17.9: 1                                                                   | 18.0: 1                                                                                 | 18.0: 1                                                                                 | 16.0: 1                                                                                | 16.0: 1                                                                                |
| Potencia máxima: CV (kW) @ rpm | 68 CV (50 kW) @ 4000                                                      | 90 CV (66 kW) @ 4000                                                                    | 109 CV (80 kW) @ 4000                                                                   | 92 CV (68 kW) @ 4000                                                                   | 111 CV (82 kW) @ 3600                                                                  |
| Par máximo: Nm @ rpm           | 160 Nm @ 2000                                                             | 215 Nm @ 1750                                                                           | 240 Nm @ 1750                                                                           | 230 Nm @ 1750                                                                          | 270 Nm @ 1750                                                                          |
| Tracción                       | Delantera                                                                 | Delantera                                                                               | Delantera                                                                               | Delantera                                                                              | Delantera                                                                              |
| Transmisión                    | Manual, 5 velocidades                                                     | Manual, 5 velocidades                                                                   | Manual, 5 velocidades                                                                   | Manual, 5 velocidades                                                                  | Manual, 6 velocidades                                                                  |
| Peso                           | 1259 kg                                                                   | 1280 kg                                                                                 | 1328 kg                                                                                 | 1277 kg                                                                                | 1295 kg                                                                                |
| Aceleración 0–100 km/h         | 15.0 s                                                                    | 11.5 s                                                                                  | 10.1 s                                                                                  | 11.9 s                                                                                 | 10.6 s                                                                                 |
| Velocidad máxima               | 166 km/h                                                                  | 182 km/h                                                                                | 193 km/h                                                                                | 183 km/h                                                                               | 193 km/h                                                                               |
| Consumo combinado (L/100 km/h) | 3.8                                                                       | 4.5                                                                                     | 4.8                                                                                     | 3.6                                                                                    | 4.4                                                                                    |

## Competición
El Peugeot 207 fue homologado como Super 2000 para competir en campeonatos de rally. El 207 S2000 debutó en el 2007 y ha logrado varias victorias en el Intercontinental Rally Challenge así como el título de pilotos en tres ocasiones. En 2007 con Enrique García Ojeda, en 2008 con Nicolas Vouilloz y en 2009 con Kris Meeke.